# José María Cordovez Moure
José María Cordovez Moure (Popayán, 12 de mayo de 1835-Bogotá, 1 de julio de 1918) fue un abogado, escritor, cronista, periodista, académico, diplomático, historiador y político colombiano de ascendencia chilena, miembro del Partido Liberal Colombiano.
Cordovéz gozó de amplio prestigio y respeto en su época, pese a que su obra data de su edad madura, pero por su contenido lo hizo merecedor de elogios de sus compañeros, contemporáneos y sucesores, ya que fue clave en la reconstrucción de la historia de la ciudad de Bogotá en el siglo XIX.
Su obra más conocida, importante y estudiada es la colección de ocho tomos Reminiscencias de Santafé de Bogotá. También destaca por obras como Recuerdos Autobiográficos y De la vida de antaño. Su obra se encuadra dentro del subgénero del costumbrismo. Como periodista desarrolló la crónica roja.
En el ámbito político también se desempeñó como Ministro del Tesoro y como Ministro de Hacienda y Tesoro durante las administraciones Marroquín y Reyes, las primeras en el siglo XX en Colombia. Fue uno de los fundadores y miembros de la Academia Colombiana de Historia, en 1903.

## Biografía
José María Cordovez nació en el seno de una numerosa familia y de abolengos de la ciudad de Popayán, el 12 de mayo de 1835. 
Su familia se trasladó a Bogotá cuando él tenía sólo tres años, impulsada por la creciente prosperidad de su casa comercial por la cual amasaron una considerable fortuna, que al tiempo se vería afectada por la conocida quiebra de Judas Tadeo Landínez. 
Cordovéz realizó estudios en diversos colegios; en 1844 ingresó a la Escuela Pública de la Catedral; en 1847 fue internado en el Seminario Menor, dirigido por los jesuitas; en 1849 inició estudios de filosofía en la Universidad Nacional. Luego fue internado en el colegio de San Buenaventura y concluyó estudios de Derecho en el Colegio Mayor de Nuestra Señora del Rosario.
Las dificultades económicas de su familia, ya que su padre se arrunió, lo obligaron a trabajar a temprana edad, ejerciendo diversos oficios para el sostenimiento de sus padres y sus numerosos hermanos. Se inauguró como empresario a los 17 años, comerciando con la quina, internándose en las selvas colombianas para su obtención.
Su fracaso con la quina lo llevó a Quito y a Lima como comerciante, pero tampoco tuvo éxito en ésta empresa. De regreso a su país, en 1860, y comenzó su carrera como empleado del gobierno, que duraría casi 50 años. Se inició en la administración con el expresidente José María Obando, quien lo apadrinó hasta su asesinato en 1861.
Fue también administrador de las salinas de Chita, inspector de ferrocarriles, diplomático en consulados extranjeros, subsecretario de ministros. También fue administrador del Hospital San Juan de Dios y del Buen Pastor, Y cónsul general de Chile en Bogotá. 
Aunque escribió desde temprana edad, sólo a la edad de cincuenta y seis años se dedicó realmente a las letras. En 1891 comenzó a trabajar en El Telegrama, continuando hasta su muerte.
A pesar de sus obligaciones como funcionario público, Cordovez Moure era un habitual en las reuniones literarias en Bogotá. Formó parte del grupo de intelectuales y escritores que pertenecían a la escuela costumbrista de El Mosaico, un movimiento literario que duró de 1858 a 1870. Sus "Reminiscencias de Santa Fe y Bogotá", compuestas de ocho volúmenes, son su obra más famosa. En esta serie, Cordovez Moure retrató minuciosamente la Bogotá de su tiempo. Entre sus otras publicaciones están "Recuerdos autobiográficos", "Un viaje a Roma" y "De la vida de antaño".

## Familia
José María Cordovéz era miembro de un círculo de familias artistocráticas de gran prestigio en las ciudades de Popayán y Bogotá. 
Era hijo del ciudadano chileno Manuel Antonio Cordovez y del Caso, precursor de la Filarmónica de Colombia; y de la dama neogranadina de ilustre abolengo, Javiera Fernández de Moure y Sánchez, pareja de la cual se dice que era el único varón, lo cual es un error biográfico pues contaba con 11 hermanas y 2 hermanos de nombre Gabriel y Simón. Sus numerosos hermanos fueron Virginia, Rafaela, Isabel, Rita, Gabriel, Carmen, María, María Manuela, Dolores, Juana, Margarita, Teresa y Simón Cordóvez Moure.
Su padre era hermano del diputado chileno Gregorio Cordovez, y su prima Elena era la madre del político Carlos Uribe Cordovéz, lo que convierte a Cordovez Moure en su primo segundo.
Su madre era hija del militar neogranadino Mateo Fernández de Moure y Mosquera, que alcanzó el grado de capitán, y de la dama de abolengo Juana María Sánchez y Caldas, hija de Antonio Sánchez Ramírez de Arellano Bueno y de María Teresa de Caldas y Tenorio, siendo por esta línea sobrina del polímata Francisco José de Caldas y Tenorio. Los Caldas y Tenorio de rancio abolengo son descendientes directos del rey Alfonso X El Sabio.
Por esas líneas familiares, Moure estaba emparentado también con el expresidente Julio Arboleda, el prócer Antonio Arboleda y Arrachea y los hermanos Mosqueraː Tomás, Joaquín, Manuel José y Manuel María Mosquera; y con el escritor Saturnino Vergara Moure. El expresidente José María Obando (quien era hijo de Ana María Crespo [nacida como García de Lemos y Mosquera Bonilla] era pariente de su madre Javiera Fernández.

## Obras
- Reminiscencias de Santafé de Bogotá (1893)
- Un viaje a Roma
- La conspiración del 25 de septiembre de 1828 Atentado contra la vida de Simón Bolívar
- Semblanzas poco ejemplares
- Recuerdos Autobiográficos (1922)ː Póstuma
- De la vida de antaño (1936)ː Póstuma
- Tradiciones hispanoamericanas